# Locmariaquer
Locmariaquer (en bretó Lokmaria-Kaer) és un municipi francès, situat a la regió de Bretanya, al departament d'Ar Mor-Bihan. L'any 2006 tenia 1.598 habitants. El 26 de novembre de 2008 el consell municipal va aprovar la carta Ya d'ar brezhoneg.

## Demografia
| 1962                                       | 1968  | 1975  | 1982  | 1990  | 1999  |  |
| ------------------------------------------ | ----- | ----- | ----- | ----- | ----- |  |
| 1.208                                      | 1.265 | 1.288 | 1.278 | 1.309 | 1.367 |  |
| Des de 1962: població sense dobles comptes |       |       |       |       |       |  |

## Administració
| Període | Identitat      | Partit |
| ------- | -------------- | ------ |
| 2001-   | Michel Jeannot |        |

## Llocs destacats
- Taula dels comerciants, jaciment neolític.[1]
- Menhir partit d'Er Grah